# Campeonato Carioca de Futebol de 1924 (AMEA)
O Campeonato Carioca de Futebol de 1924 foi organizado pela Associação Metropolitana de Esportes Athleticos (AMEA), e assim como nas edições anteriores os participantes  enfrentaram os adversários em dois turnos e, ao final, a equipe de melhor campanha foi declarada campeã. A competição foi vencida pelo Fluminense, com o Flamengo terminando com o vice-campeonato.

## História
Em 1924 ocorreu uma cisão na Liga Metropolitana de Desportos Terrestres (LMDT), e foi criada a Associação Metropolitana de Esportes Athleticos. Entre 1924 e 1932, foi disputados dois campeonatos cariocas, o da LMDT e o da AMEA. No entanto, a atual entidade de futebol do estado do Rio de Janeiro, a Federação de Futebol do Estado do Rio de Janeiro (FERJ) só reconhece dois campeões no ano de 1924. O motivo é quando quando em 1925 o Vasco da Gama ingressa na AMEA, o campeonato da LMDT passa a ser disputado apenas por clubes menores. Por isso, no período entre 1925 e 1932 apenas o campeonato da AMEA é considerado pela FERJ como oficial.

## Classificação final
| Pos | Time           | PG | J  | V  | E | D  | GP | GS | SG  |
| --- | -------------- | -- | -- | -- | - | -- | -- | -- | --- |
| 1   | Fluminense     | 25 | 14 | 12 | 1 | 1  | 54 | 19 | +35 |
| 2   | Flamengo       | 22 | 14 | 10 | 2 | 2  | 44 | 21 | +23 |
| 3   | São Christóvão | 16 | 14 | 6  | 4 | 4  | 30 | 25 | +5  |
| 4   | Botafogo       | 15 | 14 | 7  | 1 | 6  | 24 | 20 | +4  |
| 5   | Bangu          | 13 | 14 | 6  | 1 | 7  | 38 | 39 | -1  |
| 6   | America        | 10 | 14 | 4  | 2 | 8  | 21 | 34 | -13 |
| 6   | Hellênico      | 9  | 14 | 4  | 1 | 9  | 26 | 37 | -11 |
| 8   | SC Brasil      | 2  | 14 | 1  | 0 | 13 | 22 | 64 | -42 |

## Premiação
| Campeonato Carioca de 1924 (AMEA) |
| Rio de Janeiro                    |
| --------------------------------- |
| FLUMINENSE Campeão (9º título)    |